# Onychocorycaeus ovalis
Onychocorycaeus ovalis – gatunek widłonoga z rodziny Corycaeidae. Opisał go w 1863 roku niemiecki zoolog Carl Claus, nadając mu nazwę Corycaeus ovalis.